# Hans Verhagen (voetballer)
Hans Verhagen (Nijmegen, 27 september 1936 – 30 maart 2004) was een Nederlandse voetballer die als linkermiddenvelder speelde.
Verhagen speelde in de jeugd bij SCH en stapte over naar Quick Nijmegen waarmee hij in 1957 kampioen werd in de tweede klasse. Hij stapt over naar PSV waar hij in twee seizoenen slechts enkele wedstrijden zou spelen. In 1959 ging hij voor VV Leeuwarden spelen. In het seizoen 1962/63 kwam hij uit voor N.E.C. waar hij in 32 competitiewedstrijden 29 doelpunten maakte in de Tweede divisie A. In 1963 ging Verhagen voor Blauw-Wit spelen. Hierna speelde hij van 1965 tot 1968 nog voor Vitesse en hij sloot zijn loopbaan in 1972 af bij FC Den Bosch. Aansluitend speelde hij zaalvoetbal bij het Nijmeegse Voorwaarts. Naast het voetbal baatte hij een café uit in Nijmegen. Verhagen overleed in 2004 op 67-jarige leeftijd aan de gevolgen van kanker.

## Carrièrestatistieken
| Seizoen         | Club             | Land            | Competitie       | Competitie | Competitie | Beker | Beker | Internationaal | Internationaal | Overig | Overig | Totaal | Totaal |
| Seizoen         | Club             | Land            | Competitie       | Wed.       | Dlp.       | Wed.  | Dlp.  | Wed.           | Dlp.           | Wed.   | Dlp.   | Wed.   | Dlp.   |
| --------------- | ---------------- | --------------- | ---------------- | ---------- | ---------- | ----- | ----- | -------------- | -------------- | ------ | ------ | ------ | ------ |
| 1957/58         | PSV              | Nederland       | Eredivisie       | –          | –          | –     | 0     | 0              | 0              | 0      | 0      | –      | –      |
| 1958/59         | PSV              | Nederland       | Eredivisie       | –          | –          | –     | 0     | 0              | 0              | 0      | 0      | –      | –      |
| 1959/60         | Leeuwarden       | Nederland       | Eerste divisie B | –          | 22         | –     | –     | 0              | 0              | 0      | 0      | –      | 22     |
| 1960/61         | Leeuwarden       | Nederland       | Eerste divisie A | –          | 17         | –     | 5     | 0              | 0              | 0      | 0      | –      | 22     |
| 1961/62         | Leeuwarden       | Nederland       | Eerste divisie A | –          | 14         | –     | 0     | 0              | 0              | 0      | 0      | –      | 14     |
| 1962/63         | N.E.C.           | Nederland       | Tweede divisie A | 32         | 29         | 6     | 6     | 0              | 0              | 1      | 1      | 39     | 36     |
| 1963/64         | Blauw-Wit        | Nederland       | Eredivisie       | –          | 19         | 1     | 0     | 0              | 0              | 0      | 0      | –      | 19     |
| 1964/65         | Blauw-Wit        | Nederland       | Eerste divisie   | –          | 14         | 3     | 3     | 0              | 0              | 0      | 0      | –      | 17     |
| 1965/66         | Vitesse          | Nederland       | Tweede divisie A | 26         | 21         | 2     | 0     | –              | –              | –      | –      | 28     | 21     |
| 1966/67         | Vitesse          | Nederland       | Eerste divisie   | 33         | 18         | 1     | 0     | –              | –              | –      | –      | 34     | 18     |
| 1967/68         | Vitesse          | Nederland       | Eerste divisie   | 28         | 17         | 2     | 2     | –              | –              | –      | –      | 30     | 19     |
| 1968/69         | FC Den Bosch '67 | Nederland       | Eerste divisie   | 19         | 6          | 1     | 2     | 0              | 0              | 0      | 0      | 20     | 8      |
| 1969/70         | FC Den Bosch '67 | Nederland       | Eerste divisie   | 16         | 3          | 1     | 0     | 0              | 0              | 0      | 0      | 17     | 3      |
| 1970/71         | FC Den Bosch '67 | Nederland       | Eerste divisie   | 27         | 8          | 2     | 0     | 0              | 0              | 0      | 0      | 29     | 8      |
| 1971/72         | FC Den Bosch '67 | Nederland       | Eredivisie       | 25         | 5          | 0     | 0     | 0              | 0              | 0      | 0      | 25     | 5      |
| Carrière totaal | Carrière totaal  | Carrière totaal | Carrière totaal  | –          | –          | –     | 16    | 0              | 0              | 1      | 1      | –      | –      |

## Erelijst
Vitesse
| Nationaal      |    |         |
| Tweede divisie | 1x | 1965/66 |

 FC Den Bosch '67
| Nationaal      |    |         |
| Eerste divisie | 1x | 1970/71 |